# 양지회
사단법인 양지회(社團法人 陽地會)는 국가정보원(NIS) 퇴직자의 친목 단체이다.

## 양지공사
양지공사는 국가정보원 퇴직자 단체인 양지회의 자회사로, 국가정보원의 청소용역등을 하는 업체이다. 국정원은 북한이탈주민보호센터 관리에 필요한 용역을 주거나 관리원을 채용하고 있다.

## 같이 보기
- 양우회